# هيدروكسيد البيريليوم
 هيدروكسيد البيريليوم  مركب كيميائي له الصيغة Be(OH)2 ، ويكون على شكل بلورات بيضاء.

## التحضير
يحضر مركب هيدروكسيد البيريليوم من تفاعل خلات البيريليوم القاعدية Be4O(CH3COO)6 مع محلول من الصود الكاوي.
كما يمكن أن يحضر من تفاعل محاليل أملاح البيريليوم مع محلول أمونياك أو أي هيدروكسيدات فلزية أخرى:
{\displaystyle \mathrm {Be^{2+}\ +\ 2\ OH^{-}\longrightarrow Be(OH)_{2}} }

## الخواص
- مركب هيدروكسيد البيريليوم من الهيدروكسيدات المذبذبة فهو ينحل في الأحماض والقلويات. لكنه ضعيف الانحلال في الماء.

يشكل مع القواعد أنيون البيريلات مثل بيريلات الصوديوم في المعادلة أدناه:
{\displaystyle \mathrm {2\ NaOH_{\ (aq)}\ +\ Be(OH)_{2\ (s)}\ \longrightarrow \ Na_{2}Be(OH)_{4\ (aq)}} }
أما مع الأحماض فيشكل الأملاح الموافقة مثل كبريتات البيريليوم في المعادلة أدناه:
{\displaystyle \mathrm {Be(OH)_{2}\ +\ H_{2}SO_{4}\ \longrightarrow \ BeSO_{4}\ +\ 2\ H_{2}O} }
- يتفكك هيدروكسيد بالتسخين فوق 190°س إلى أكسيد البيريليوم حسب المعادلة:

{\displaystyle \mathrm {Be(OH)_{2}\ {\xrightarrow {\Delta }}\ BeO\ +\ H_{2}O} }

## الاستخدامات
- يستخدم من أجل تحضير مركب أكسيد البيريليوم ومركبات البيريليوم الأخرى.

## السلامة
مركب هيدروكسيد البيريليوم مركب سام وهو من المواد المسرطنة.